# Steriphoma macranthum
Steriphoma macranthum là một loài thực vật thuộc họ Capparaceae. Loài này có ở Colombia và Panama.